# Édouard Manet
W treści tego artykułu od 2021-11 występują prawdopodobnie wyrażenia zwodnicze, co nie jest zgodne z zasadami przyjętymi w Wikipedii.
Dokładniejsze informacje o tym, co należy poprawić, być może znajdują się w dyskusji tego artykułu.
 Po wyeliminowaniu niedoskonałości należy usunąć szablon {{Dopracować}} z tego artykułu.
Édouard Manet (ur. 23 stycznia 1832 w Paryżu, zm. 30 kwietnia 1883 tamże) – francuski malarz, prekursor impresjonizmu, ilustrator.

## Życiorys
Urodził się jako pierworodny syn w zamożnej mieszczańskiej rodzinie. Jego ojciec, Auguste Manet, był prawnikiem, pełnił obowiązki szefa gabinetu w Ministerstwie Sprawiedliwości. Matka,  Eugénie Désirée Fournier, pochodziła z rodziny arystokratycznej, spokrewnionej ze szwedzką rodziną królewską (jej ojcem chrzestnym był król Szwecji Karol XIII). Édouard miał dwóch młodszych braci – Eugène’a i Gustave’a.
W roku 1838 rozpoczął naukę w szkole w Vaugirard, jednakże nie przykładał się do nauki. Z nadzieją na poprawę w 1842 roku został zapisany przez rodziców do Collège Rollin (jednej z renomowanych szkół w Paryżu). Tam Édouard poznał Antonina Prousta, swego późniejszego biografa. Zmiana szkoły nie zmieniła nastawienia Maneta do nauki, jednakże w tym czasie wuj Édouarda, Edmond-Édouard Fournier, dostrzegł jego talent artystyczny. Udzielał mu pierwszych lekcji rysunku, a dla zapoznawania ze sztuką zabierał go do Luwru.
Ze względu na słabe wyniki nauki w College ojciec Édouarda zdał sobie sprawę, że musi porzucić marzenia o karierze prawniczej syna i pozwolić mu wybrać szkołę. W roku 1847 Manet przystąpił do egzaminu do Wyższej Szkoły Morskiej, lecz bez powodzenia. W celu zwiększenia swych szans zgłosił się na półroczny rejs statkiem dla kandydatów do szkoły morskiej. Rejs ten jednak zniechęcił Maneta do kariery w marynarce i po kolejnym nieudanym egzaminie w roku 1849 udało mu się przekonać ojca do rozpoczęcia kariery malarza. W styczniu 1850 rozpoczął terminowanie w pracowni Thomasa Couture’a.

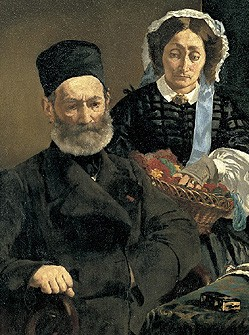
Portret rodziców Maneta

Po latach nauki chciał zaistnieć w środowisku artystycznym i szansą na to miało być zaprezentowanie swych prac na Salonie Paryskim.
Manet przez kilka ostatnich lat swojego życia cierpiał z powodu powikłań w wyniku syfilisu, na który zachorował, kiedy miał czterdzieści kilka lat.
Niedowład kończyn doprowadził do gangreny lewej stopy. Jej amputacja nie spowodowała poprawy stanu zdrowia i malarz zmarł 11 dni później, 30 kwietnia 1883 roku. Ceremonia pogrzebowa odbyła się 3 maja 1883 na cmentarzu Passy. Obecni byli m.in.: Émile Zola, Alfred Stevens, Claude Monet, Edgar Degas, Paul Cézanne.

## Twórczość
Znaczny wpływ na twórczość Maneta miało malarstwo XVI-wiecznego twórcy ze szkoły weneckiej – Tycjana.
Uważany za jednego z prekursorów impresjonizmu, współpracował i wystawiał ze znanymi twórcami tego kierunku.
Lubił gorszyć mieszczańską publiczność. Przykładem tego może być jego obraz Śniadanie na trawie (1862–1863), uznany wówczas za skandalicznie bezwstydny, w którym mitologiczny motyw nagiej nimfy artysta prowokacyjnie wkomponował we współczesne realia, szokując odbiorców kontrastem ubrania i nagości.
Inne dzieła:
- Majówka we czwórkę
- Pijący absynt (1858–1859, olej na płótnie, Ny Carlsberg Glyptotek, Kopenhaga)
- Gitarzysta (Hiszpański śpiewak) (1860, olej na płótnie, 147,3 × 114,3 cm, Metropolitan Museum of Art, Nowy Jork)
- Chłopiec ze szpadą (1886, olej na płótnie, 131,1 × 93,4 cm, Metropolitan Museum of Art, Nowy Jork)
- Victorine Meurent w stroju espada (1862, olej na płótnie, 165,1 × 127,6 cm, Metropolitan Museum of Art, Nowy Jork)
- Portret Victorine Meurent (ok. 1862, olej na płótnie, 42,9 × 43,8 cm, Museum of Fine Arts, Boston)
- Stary muzykant (1862, olej na płótnie, 186 × 247 cm, National Gallery of Art, Waszyngton)
- Koncert w ogrodzie Tuileries (1862, olej na płótnie, 76 × 118 cm, National Gallery, Londyn)
- Olimpia (1863, olej na płótnie, 130,5 × 190 cm, Musée d’Orsay, Paryż)
- Bitwa pomiędzy USS Kearsarge i CSS Alabama (1864, olej na płótnie, 137,8 × 128,9 cm, Philadelphia Museum of Art, Filadelfia)
- Walka byków (1865-1866, olej na płótnie, 90 × 110 cm, Musée d’Orsay, Paryż)
- Flecista (1866, olej na płótnie, 160 × 97 cm, Musée d’Orsay, Paryż)
- Kobieta z papugą (1866, olej na płótnie, 185,1 × 128,6 cm, Metropolitan Museum of Art, Nowy Jork)
- Rozstrzelanie cesarza Maksymiliana (1867, olej na płótnie, 252 × 305 cm, Muzeum miejskie, Mannheim)
- Portret Émila Zoli (1867–1868, olej na płótnie, 146,3 × 114 cm, Musée d’Orsay)
- Śniadanie w pracowni (1868, olej na płótnie, 118 × 153 cm, Nowa Pinakoteka, Monachium)
- Balkon (1869, olej na płótnie, 160 × 98 cm, Musée d’Orsay, Paryż)
- Kolej żelazna (1872-1873, olej na płótnie, 93 × 114 cm, National Gallery of Art, Waszyngton)
- Śliwka, olej na płótnie, 73,6 × 50,2 cm, National Gallery of Art, Waszyngton)
- Argenteuil (1874, olej na płótnie, 149 × 115 cm, Musée des Beaux-Arts w Tournai, Tournai)
- Nana (1877, olej na płótnie Kunsthalle, Hamburg)
- Bar w Folies-Bergère (1881-1882, olej na płótnie, 96 × 130 cm)

### Śniadanie na trawie

Śniadanie na trawie

Obraz został wystawiony w 1863 r. w Salonie Odrzuconych. Śniadanie na trawie (1862–1863) Maneta wywołało ogromne poruszenie wśród mieszkańców Paryża. Manet ukazał w nim nagą kobietę siedzącą obok dwóch modnie ubranych mężczyzn (modelami byli brat malarza Gustave oraz przyszły szwagier Ferdinand Leenhoff), kobieta (malarka Victorine Meurent) patrzyła wyzywająco na widza, scena rozgrywała się w zakątku jednego z paryskich lasków. Źródłem tych postaci był jeden z najczęściej kopiowanych obrazów Luwru – Koncert wiejski przypisywany obecnie Tycjanowi (wcześniej Giorgione) – skąd artysta wziął motyw nagiej kobiety wśród ubranych mężczyzn oraz grupa klasycznych bóstw według Rafaela (sztych Marcantonio Raimondi Sąd Parysa ok. 1520). Manet jednak nie skopiował kompozycji Rafaela, lecz wykorzystał jej ogólny zarys, transponując postacie na współczesny mu wygląd. Kompozycja Rafaela została przez Maneta wskrzeszona w sposób twórczy, co było przyczyną, że przez długi czas nie dostrzegano zapożyczenia.

### Olimpia

Olimpia

Bar Folies Bergere

Jeszcze większe poruszenie, a nawet skandal wywołał kolejny obraz Maneta zatytułowany Olimpia (1863) i przedstawiający nagą kobietę, prostytutkę, ubraną jedynie w starannie dobraną biżuterię i pantofelki zsuwające się z nóg, co było oznaką nieczystości. Kobieta patrzy wyzywającym wzrokiem na widza, a u jej stóp można zauważyć kota, który symbolizuje kobiecą zmysłowość i seksualność. Obrazem tym Manet nawiązywał do Wenus z Urbino Tycjana, tyle że Manet zmienił w swoim obrazie kilka istotnych symboli, m.in. u stóp nagiej Wenus Tycjana leży pies – symbol wierności, u stóp Olimpii natomiast łasi się kot. Do tego obrazu także pozowała Victorine Meurent.

### Bar w Folies-Bergère
Ostatnią znaczącą pracą Maneta był obraz Bar w Folies-Bergère (1882).
Obraz przedstawia pośrodku barmankę, frontalnie, stoi za ladą, w głębi w lustrze odbija się cały tłum we wnętrzu kawiarni. Tłum postaci, światło lamp, wrażenie ruchu, gwaru. Autor zwraca uwagą na przedmioty stojące na barze. W głębi w lustrze odbijają się plecy dziewczyny i stojący przed nią mężczyzna.